# 마이클 애플
마이클 애플(Michael W. Apple, 1942년 8월 20일 ~ )은 미국의 교육학자이다. 학교 교육과 교육과정, 컴퓨터 교육에 대한 비판을 가했다.

## 러외부 링크
- 위스콘신-매디슨 교육대학 교수 소개